# Surjanamaskar
Surjanamaskara (dewanagari सूर्यनमस्कार, trl. Sūryanamaskāra Powitanie Słońca) – zbiór dwunastu pozycji ciała wraz z odpowiadającymi im technikami medytacji, wykonywany tradycyjnie o wschodzie słońca w tradycjach hinduizmu, jak również jako ćwiczenie w hathajodze. Nazwa pochodzi od sanskryckiego imienia surja – bóstwa graha (planety) Słońce.
Praktyki medytacyjne stanowiące całość z pozycjami ciała surjanamaskar to: bidźamantry, mantry do Aditjów, jantry lub wizualizacje.

## Mantry solarne Aditjów
1. ॐ मित्राय नमः aum mitrāya namah
2. ॐ रवये नमः aum ravayé namah
3. ॐ सूर्याय नमः aum sūryāya namah
4. ॐ भानवे नमः aum bhānavé namah
5. ॐ खगय नमः aum khagāya namah
6. ॐ पुष्णे नमः aum pushné namah
7. ॐ हिरण्यगर्भाय नमः aum hiranyagarbhāya namah
8. ॐ मारिचाये नमः aum mārichāyé namah
9. ॐ आदित्याय नमः aum ādityāya namah
10. ॐ सावित्रे नमः aum sāvitré namah
11. ॐ आर्काय नमः aum ārkāya namah
12. ॐ भास्कराय नमः aum bhāskarāya namah